# Bike Itaú

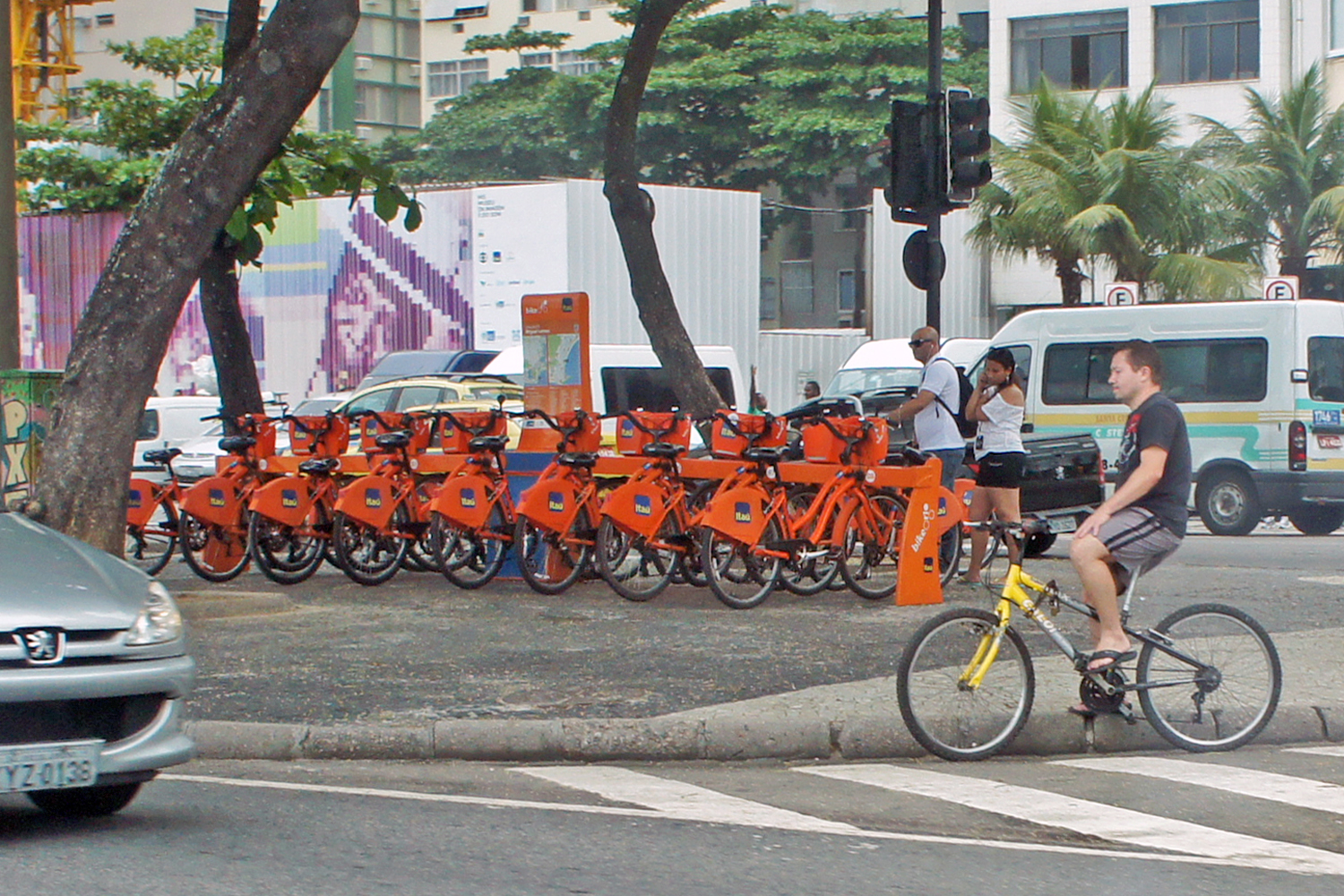
Estação e bicicletas do antigo sistema Samba do Bike Rio

O Bike Itaú é um sistema de compartilhamento de bicicletas públicas que é operado pela tembici e patrocinado pelo Itaú. O sistema foi originalmente lançado em outubro de 2011 na cidade do Rio de Janeiro, com a parceria do Itaú e a Prefeitura do Rio de Janeiro, sob o nome de Bike Rio, sendo operado inicialmente pela Serttel e posteriormente pela tembici. Hoje o sistema opera nas cidades de São Paulo, Rio de Janeiro, Salvador, Porto Alegre, Pernambuco, Santiago no Chile e em Buenos Aires na Argentina. O sistema se baseia no modelo internacional de compartilhamento de bicicletas baseadas em estações físicas, onde o usuário retira a bicicleta em uma estação e devolve em outra estação.

## História

### Antigo sistema Samba

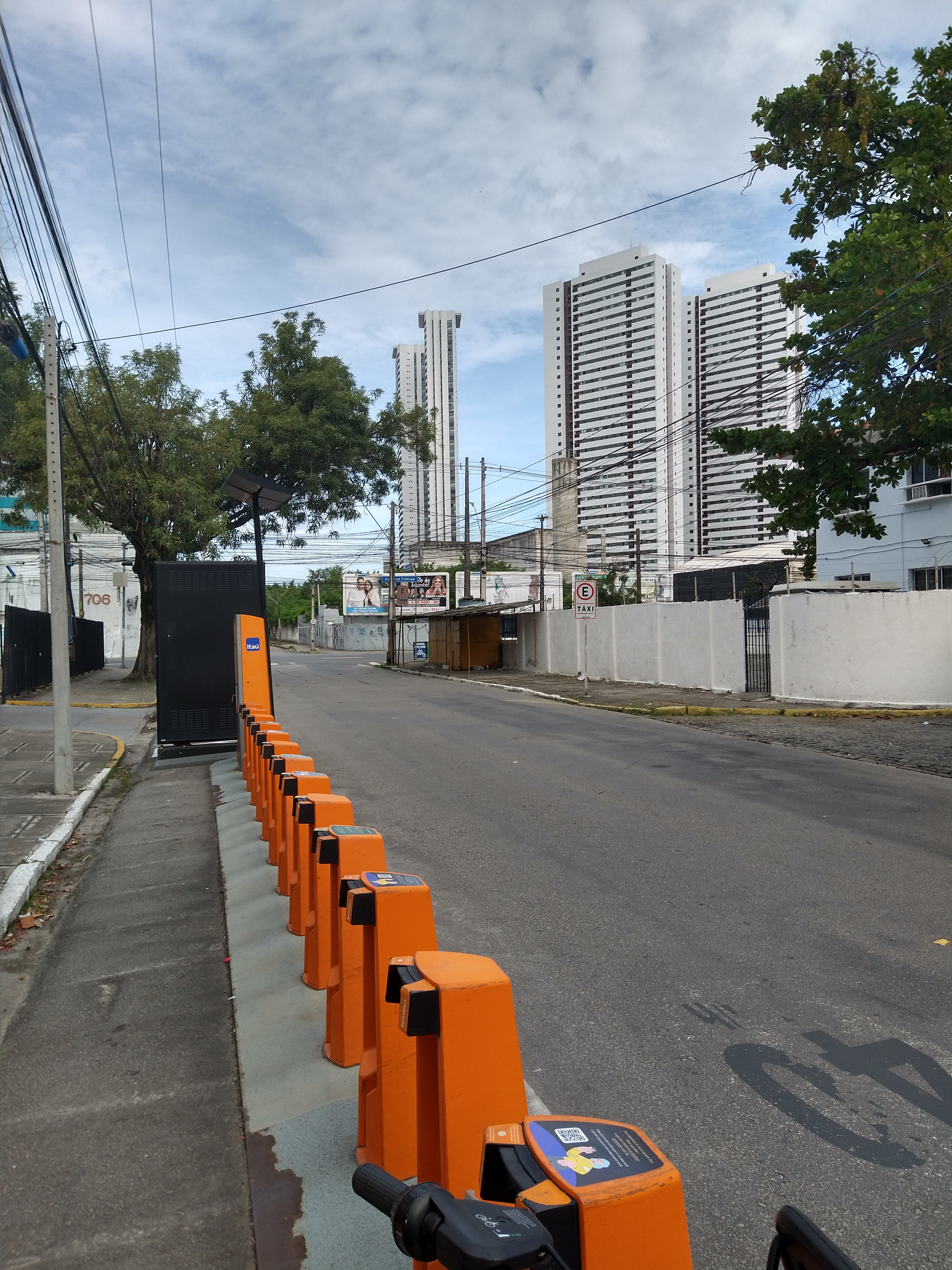
Estação do Bike Itaú localizada ao lado do Serviço Nacional de Aprendizagem Industrial no Recife.

Lançado em outubro de 2011 na cidade do Rio de Janeiro, o antigo sistema operado pela Serttel sob o nome de Samba (Sistema de Compartilhamento de Bicicletas) foi a 1° geração do Bike Itaú. Todo o modelo do sistema (incluindo as bicicletas) foram desenvolvidos e fabricados no Brasil pela Serttel.
O antigo sistema se assimilava bastante ao atual sistema, porém tendo algumas diferenças. Cada bicicleta na estação possuía um número e para que o usuário pudesse desbloquear aquela bicicleta, ele poderia usar o aplicativo ou ligar para a central de atendimento. Com esse número, o usuário precisava digitar o número da estação e o número da bicicleta que ele desejava desbloquear. Também havia a possibilidade de desbloquear a bicicleta utilizando um cartão do bilhete único, porém tal funcionalidade só funcionou em São Paulo.
As bicicletas também se assemelhavam as bicicletas do atual sistema, tendo como principal diferença a cesta na frente e o design do quadro. Não havia as luzes intermitentes e o câmbio era o mesmo de 3 marchas das atuais bicicletas.

#### Problemas
Por ter sido totalmente desenvolvido no Brasil, vários dos problemas já conhecidos em outras cidades do mundo que utilizavam o sistema de bicicletas compartilhadas não foram levadas em conta. As estações possuíam um tamanho fixo e não tinham a possibilidade de serem aumentadas ou diminuídas, caso a demanda daquela estação aumentasse ou diminuísse. Estações offline (sem contato com a central) também eram um problema comum e constante. O gancho que prendia as bicicletas nas estações também não era de grande resistência, bastando tempo e pouco esforço para que a bicicleta fosse furtada da estação. O furto das peças e dos componentes da bicicleta também era algo muito comum e facilitado, já que elas possuíam várias vulnerabilidades que facilitavam o furto das peças.

### Novo sistema operado pela Tembici
Em 12 de maio de 2017 a tembici comprou a operação da Serttel e do Samba em todas cidades onde sistema Bike Itaú atua. Com a compra, o antigo sistema Samba foi totalmente substituído pelo novo sistema desenhado pela empresa canadense, PBSC Urban Solutions. O novo sistema trouxe diversas mudanças e melhorias como novas estações, bicicletas totalmente novas e um novo sistema para o operador do sistema (no caso a tembici). O modelo das novas bicicletas escolhidas foi o "Fit", modelo esse que prioriza a leveza da bicicleta como uma todo, para maior mobilidade. Todas as bicicletas do sistema foram produzidas no Canadá e importadas para o Brasil.

## Funcionamento
O sistema opera através do pagamento de planos que podem variar de diários, mensais, trimestrais ou anuais. Quanto maior a duração do plano, mais desconto progressivo o usuário tem. O desbloqueio da bicicleta pode ser feito através do próprio aplicativo do Bike Itaú ou através de um cartão, que pode ser adquirido em uma das lojas ou bancas de jornais credenciadas pela tembici. Há também a possibilidade de desbloquear a bicicleta utilizando um cartão de bilhete único da cidade ou no caso do Rio de Janeiro, utilizando o cartão GIRO do MetrôRio. Pelo desbloqueio pelo aplicativo, ao selecionar uma estação, o usuário recebe um código de 5 números que vão de 1 a 3 e com esse código, ele o coloca no teclado que tem na estação para desbloquear a bicicleta.

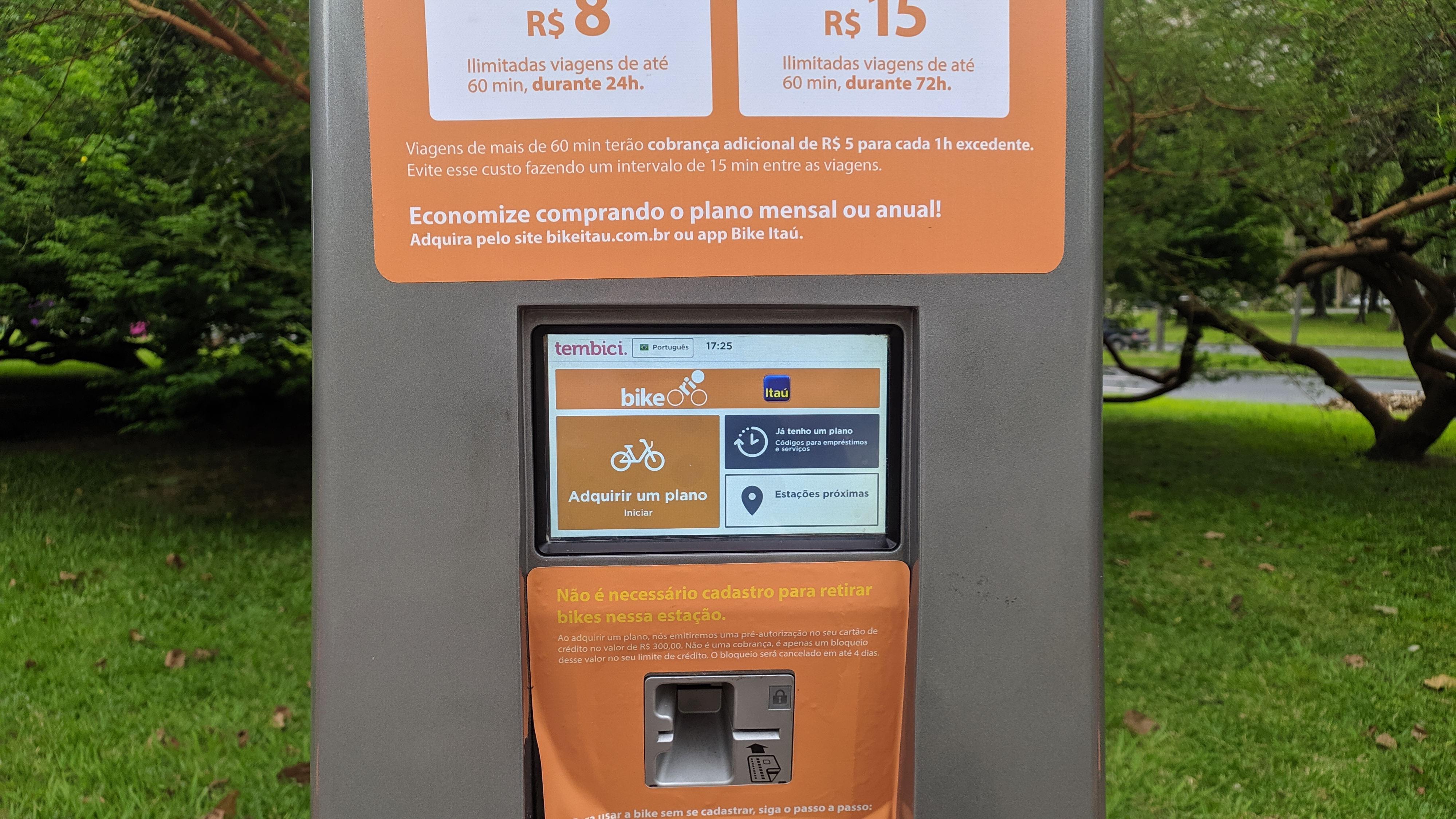
Interface do totem de auto atendimento da estação Museu de Arte Moderna do Rio de Janeiro do Bike Rio.

Tendo o aplicativo ou o cartão de desbloqueio em mãos, o usuário pode desbloquear a bicicleta de qualquer estação da cidade em que o plano foi adquirido, desde que a bicicleta não esteja bloqueada para manutenção.
Com a bicicleta desbloqueada, o usuário pode realizar uma viagem de no máximo 45 minutos com a bicicleta. Caso o tempo de 60 minutos seja ultrapassado, haverá uma cobrança de R$ 3,90 a cada meia hora extra utilizada. Para devolver a bicicleta, o usuário pode devolve-la em qualquer estação (inclusive pode ser a mesma que ele retirou a bicicleta) do sistema Bike Itaú, desde que tenha vagas disponíveis na estação.
Caso a bicicleta apresente algum defeito mecânico ou qualquer outro problema que comprometa o seu uso, ao lado do teclado numérico há um botão vermelho de manutenção que pode ser acionado logo após a devolução da bicicleta. O botão bloqueia automaticamente a bicicleta para que outros usuários não a utilizem e informa a central da tembici de que há um problema com aquele bicicleta para que um mecânico possa ser enviado para avaliar o problema da bicicleta.

## Planos
Existem duas categorias de planos: eventual e rotineiro. Cada uma delas apresenta diferentes opções de acordo com o período de compromisso e a quantidade de viagens diárias incluídas. No total, há quatro planos disponíveis para atender às necessidades dos usuários. Os preços dos planos são iguais em todas as cidades que possuem o Bike Itaú, porém um plano adquirido em uma cidade não será valido em outra cidade e caso o usuário queira usar o Bike Itaú em outra cidade, ele terá que comprar um novo plano para usar apenas naquela cidade. Os planos podem ser adquiridos através do aplicativo do Bike Itaú ou através de uma estação que possua um terminal de auto atendimento. Para comprar qualquer um dos quatro planos, o usuário poderá pagar somente com o cartão de crédito, não sendo possível o pagamento em dinheiro ou em boleto.
- Eventual Avulso: O plano avulso tem duração de apenas 15 minutos com bicicle comum ou elétrica. Ele pode ser adquirido pelo próprio aplicativo do Bike Itaú ou por uma estação que possua um totem de auto atendimento. Se após esse tempo o usuário não devolver a bicicleta em outra estação, será cobrado um valor extra de R$ 0,50 por cada minuto extra que o usuário utilizar a bicicleta comum e R$ 0,60 na bicicleta elétrica.
  - Preço: R$ 5,90

- Eventual Lazer: O plano tem duração de apenas dois dias, sendo possível renova-lo ou cancela-lo a qualquer hora, caso o usuário queira. Ele pode ser adquirido pelo próprio aplicativo do Bike Itaú ou por uma estação que possua um totem de auto atendimento. O plano possibilita que o usuário faça quantas viagens quiser durante o dia com um tempo máximo de duas horas. Se após esse tempo o usuário não devolver a bicicleta em outra estação, será cobrado um valor extra de R$ 5,90 por cada meia hora extra que o usuário utilizar a bicicleta.
  - Preço: R$ 25,90

- Mensal: O plano diário tem duração 1 mês, sendo possível renova-lo ou cancela-lo a qualquer hora, caso o usuário queira. Ele pode ser adquirido pelo próprio aplicativo do Bike Itaú ou por uma estação que possua um totem de auto atendimento. O plano possibilita que o usuário faça até quatro viagens durante o dia com um tempo máximo de 45 minutos. Se após esse tempo o usuário não devolver a bicicleta em outra estação, será cobrado um valor extra de R$ 5,90 por cada meia hora extra que o usuário utilizar a bicicleta.
  - Preço: R$ 36,90

- Rotineiro Anual: O plano diário tem duração de um ano completo, sendo possível renová-lo ou cancelá-lo a qualquer hora, caso o usuário queira. Ele pode ser adquirido pelo próprio aplicativo do Bike Itaú ou por uma estação que possua um totem de auto atendimento. O plano possibilita que o usuário faça quantas viagens quiser durante o dia com um tempo máximo de 45 minutos. Se após esse tempo o usuário não devolver a bicicleta em outra estação, será cobrado um valor extra de R$ 5,90 por cada meia hora extra que o usuário utilizar a bicicleta.
  - Preço: R$ 287,20

### Horários de Funcionamento
Cada sistema possui um horário de funcionamento específico, com exceção do Bike Sampa que funciona 24 horas por dia. As bicicletas ficam disponíveis durante toda a semana, incluindo finais de semana e feriados.
| Cidade           | Sistema       | Horários      |
| ---------------- | ------------- | ------------- |
| Rio de Janeiro   | Bike Rio      | 5:00 às 00:00 |
| São Paulo        | Bike Sampa    | 24 horas      |
| Porto Alegre     | Bike Poa      | 6:00 às 22:00 |
| Pernambuco       | Bike Pe       | 5:00 às 23:00 |
| Salvador         | Bike Salvador | 5:00 às 22:30 |
| Santiago (Chile) | Bike Santiago | 7:00 às 21:00 |

## Estações

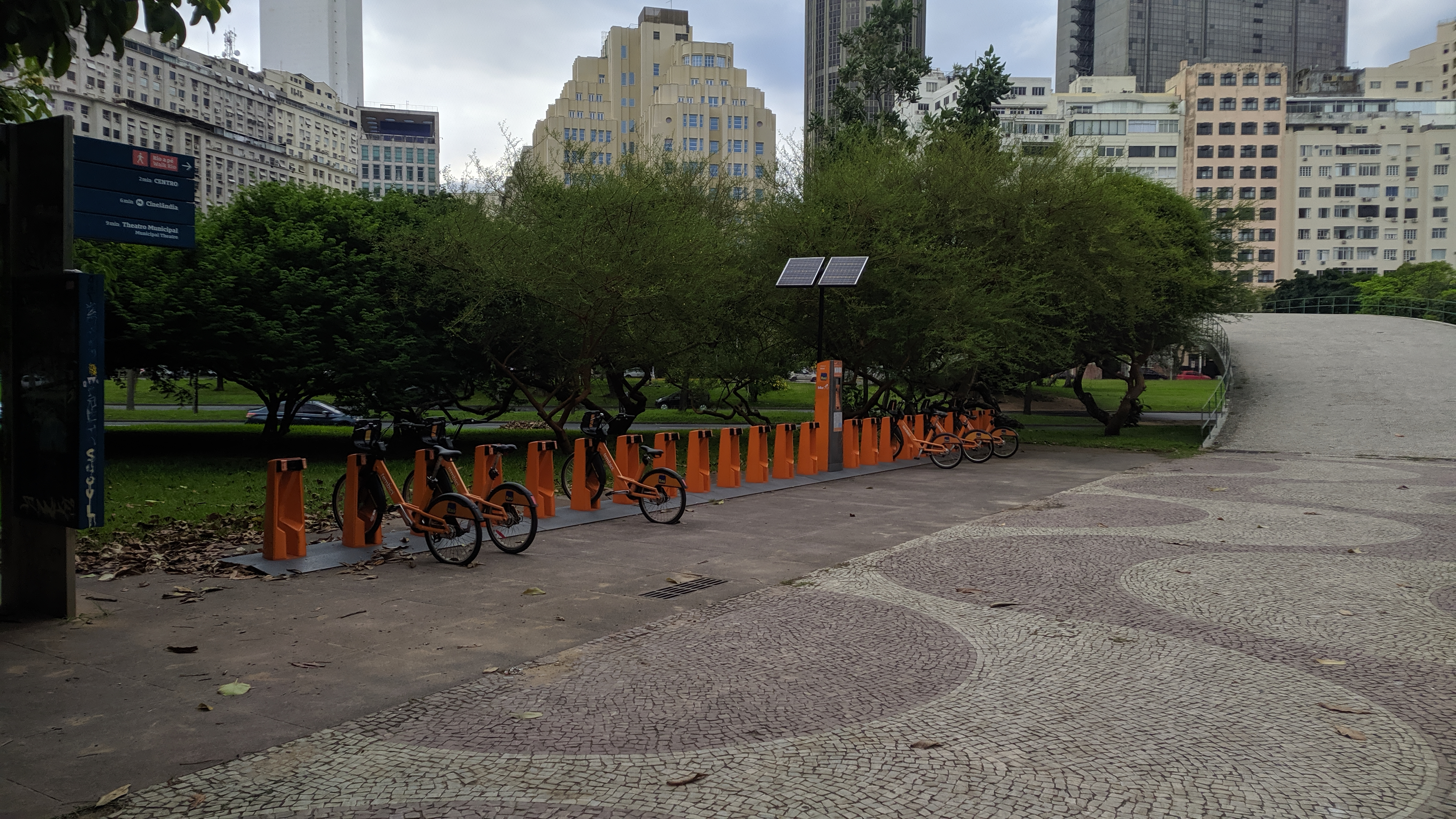
Estação do Bike Rio localizada ao lado do Museu de Arte Moderna do Rio de Janeiro

Todas as estações do sistema Bike Itaú seguem o mesmo modelo de estações de bicicletas compartilhadas da PBSC Urban Solutions. Sua energia provem de painéis solares que são instalados em cada estação e que por sua vez, alimentam uma bateria que fica localizada dentro da estação. Seu sistema modular permite que a operadora do sistema acrescente ou remova mais encaixes de bicicletas, de acordo com a demanda de cada estação, evitando assim o problema do antigo sistema que era a limitação física da estação para adicionar mais encaixes de bicicletas, deixando-a refém do projeto original da estação. Para a comunicação com a central da tembici, as estações utilizam as redes 3G e 4G das operadoras de telefonia, mantendo assim uma conexão estável e constante.
Algumas poucas estações possuem um totem de auto atendimento, que funciona através de um painel touch que é ativado quando o usuário pressiona em qualquer lugar da tela. O painel de auto atendimento permite que o usuário compre qualquer plano na hora, sem a necessidade do aplicativo. Para isso, o usuário precisa apenas ter o cartão de crédito físico em mãos para inseri-lo na hora do pagamento do plano. Também há a possibilidade de usuários que já possuem um plano desbloquearem a bicicleta sem a necessidade do aplicativo, apenas inserindo o cartão de crédito que foi feita a compra do plano na estação.

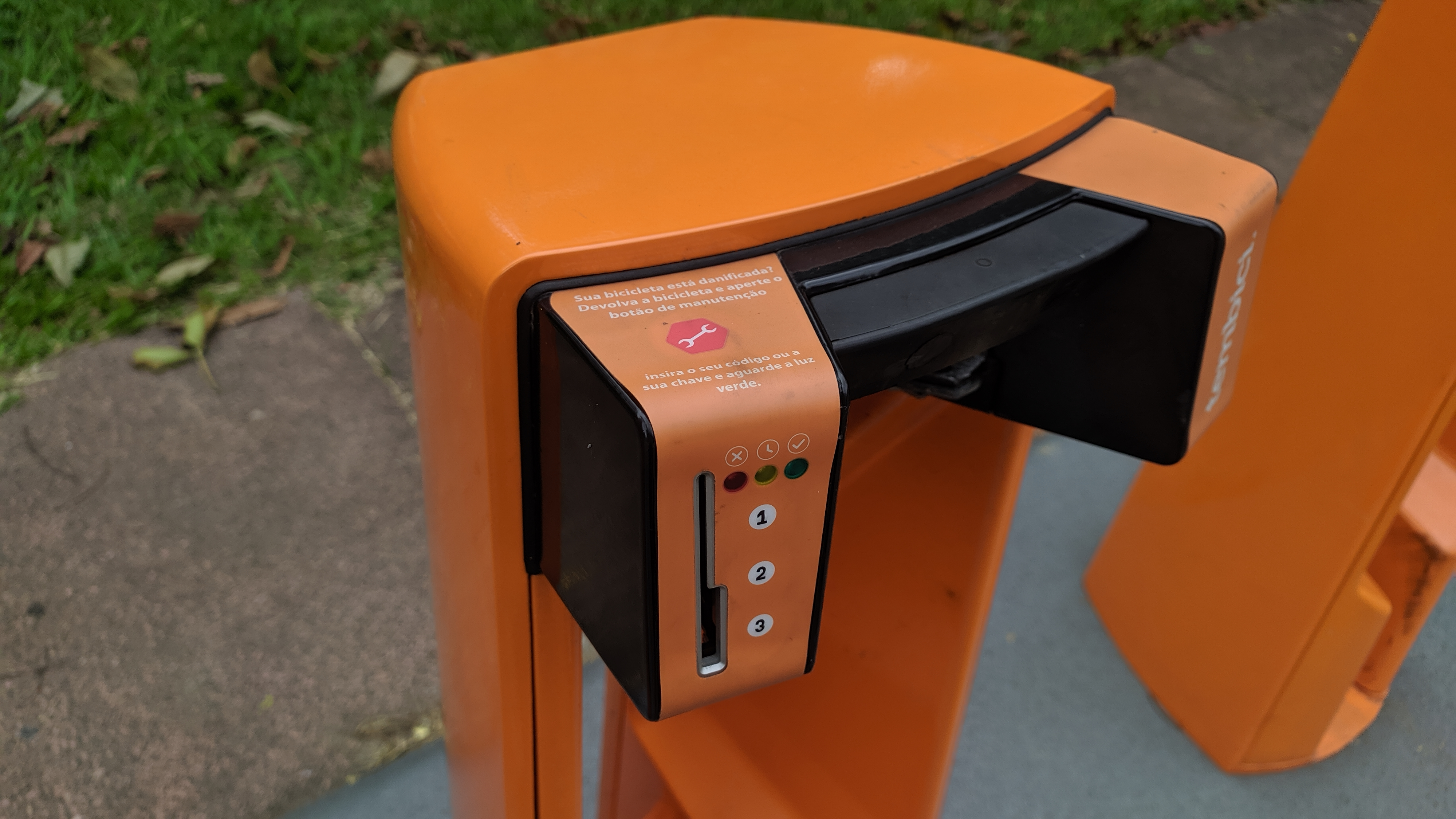
Detalhe dos métodos de desbloqueio da bicicleta e do botão de manutenção

Ao lado de cada encaixe das bicicletas, há 3 leds indicativos: vermelho, amarelo e verde. O led vermelho pode indicar que a bicicleta está bloqueada para manutenção, que houve um erro na hora de desbloquear a bicicleta ou que houve um erro na hora de devolver a bicicleta na estação. O led amarelo indica que a estação está se comunicando com a central e que o usuário deve aguardar. O led verde indica que a bicicleta foi liberada para ser usada. Há também o teclado numérico de 1 ao 3, que é por onde o usuário insere o código que foi informado pelo aplicativo, um espaço para inserir o cartão de desbloqueio logo e acima, há o botão vermelho de manutenção, que bloqueia a bicicleta para que outro usuário não use ela.
As estações também possuem a funcionalidade de recarregar as bicicletas elétricas utilizadas no sistema, porém tais bicicletas nunca foram utilizadas operacionalmente no sistema Bike Itaú do Brasil. Apenas em um projeto piloto testado em São Paulo no Bike Sampa onde algumas bicicletas identificadas com um adesivo azul eram elétricas, porém o projeto acabou não indo para frente e a tembici retirou as bicicletas elétricas de circulação do Bike Sampa.

## Características da Bicicleta

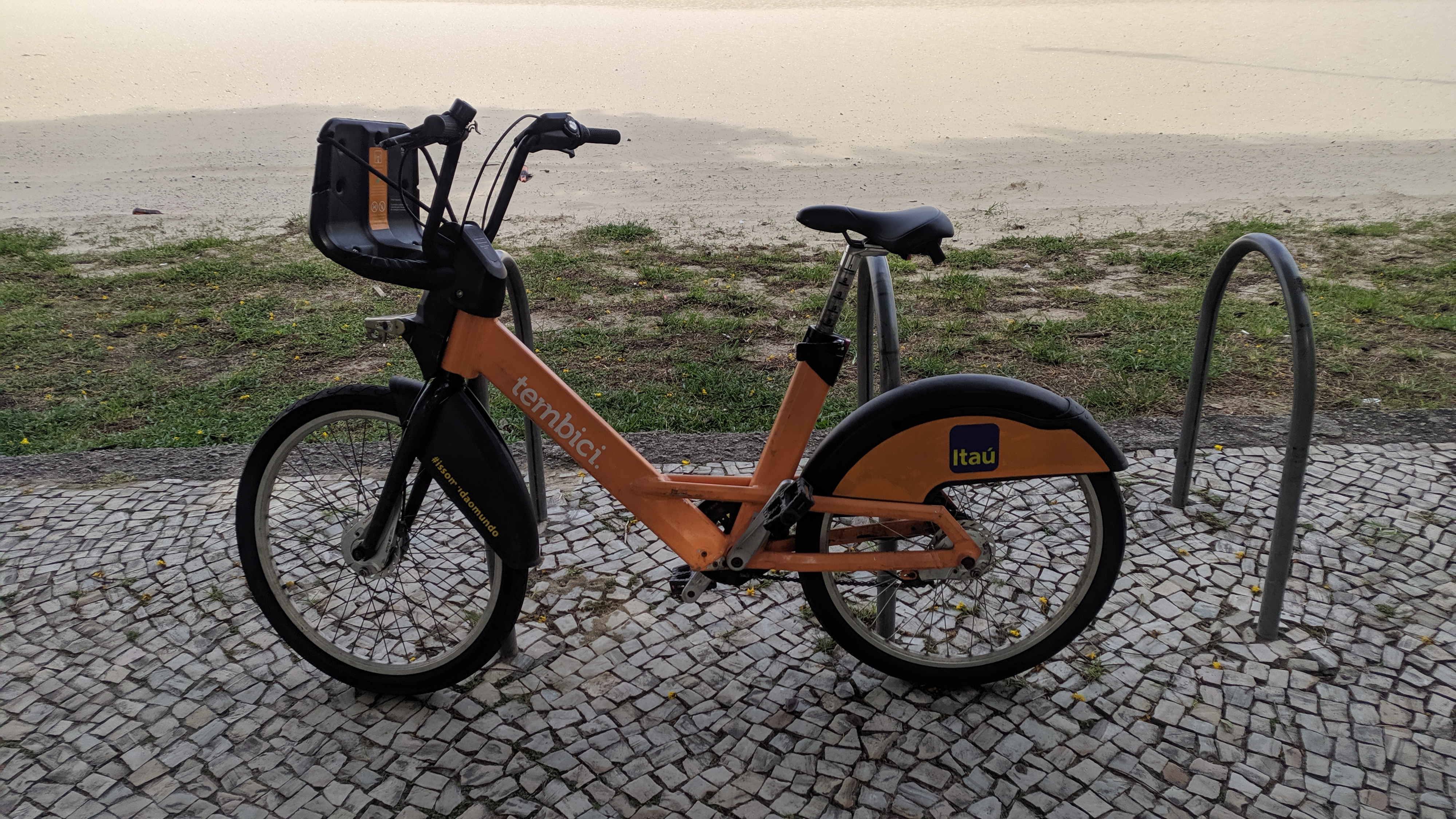
Bicicleta modelo "Fit" utilizada pelo Bike Itaú

As bicicletas utilizadas pelo sistema Bike Itaú no Brasil seguem o mesmo modelo "Fit" da PBSC Urban Solutions.
- Quadro: Feito em alumínio, ele foi projetado para que tenha uma ergonomia facilitada para a entrada e a saída do usuário na bicicleta.
- Pneus: Utiliza um pneu aro 24, com câmeras de ar e projetados para rodar somente no asfalto.
- Suspensão: Não possui suspensão, sendo a suspensão feita única e exclusivamente pelos pneus.
- Freios: Utiliza freios roller brake nas 2 rodas, porém é bem comum ver um deles não funcionando ou com pouca frenagem pela falta de manutenção.
- Marchas: Todas as bicicletas utilizam um câmbio traseiro Shimano Nexus de 3 velocidades que é acoplado diretamente no cubo da bicicleta, assim evitando mais partes móveis e facilitando a manutenção.
- Selim (Banco): O selim é altamente regulável através de uma alavanca localizada abaixo dele. Possui posições que vão do 1 ao 11, podendo acomodar acomodar tanto uma pessoa de baixa estatura quanto uma pessoa de alta estatura. Seu design também dificulta o seu furto.Parte da frente da cesta onde ficam localizados os leds intermitentes e o adesivo refletivo

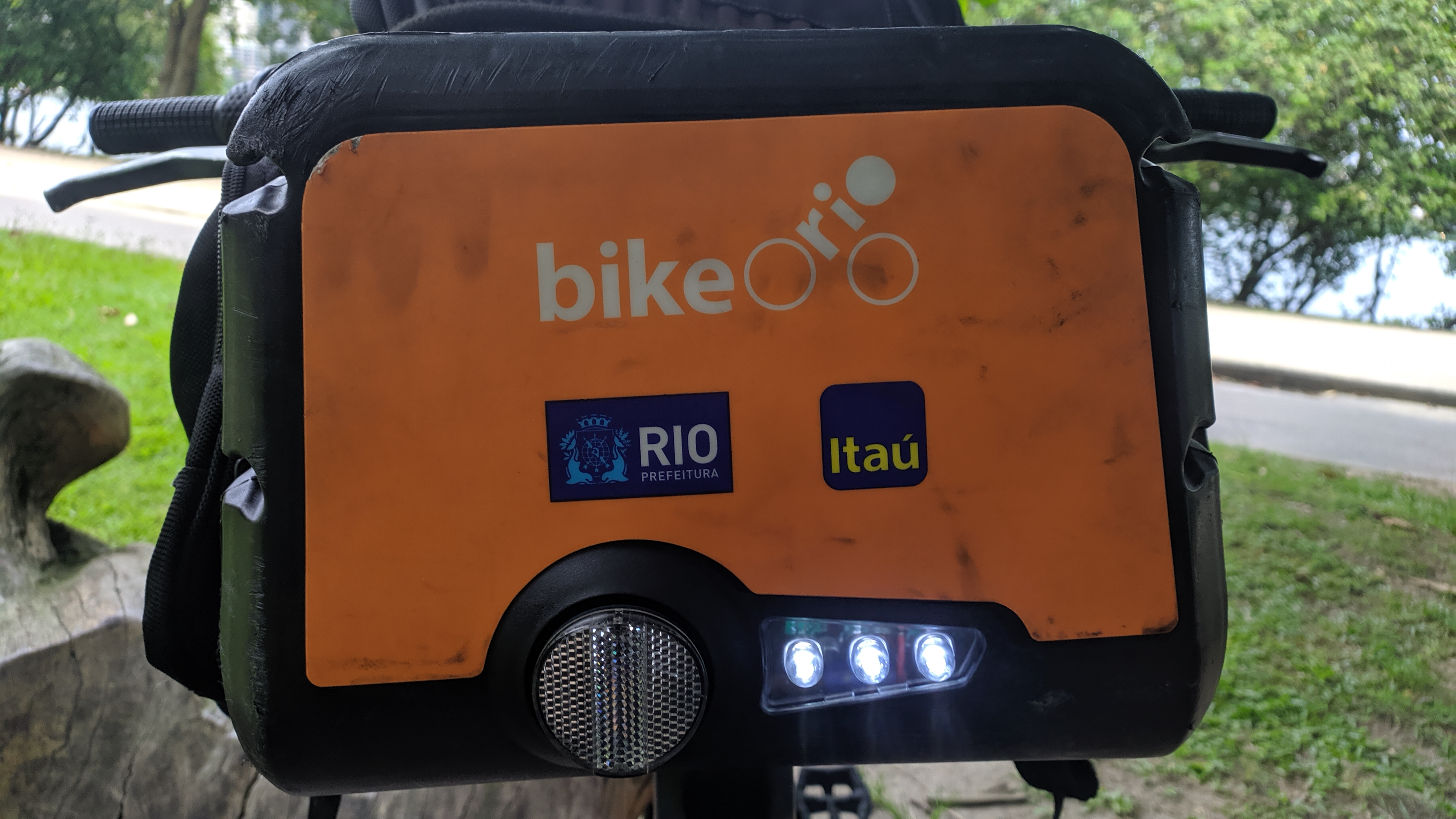
Parte da frente da cesta onde ficam localizados os leds intermitentes e o adesivo refletivo

- Cubo Dínamo: Localizado na parte dianteira da bicicleta, o cubo de dínamo gera energia para os leds intermitentes branco (na frente) e vermelho (atrás) para possam funcionar enquanto a bicicleta estiver em uso. Sua tecnologia permite que mesmo que o ciclista pare por alguns minutos, ele continue funcionando.
- Bagageiro: Localizado na parte da frente da bicicleta, o bagageiro é aberto e é ideal para levar mochilas, sacolas ou bolsas fechadas. Ele possui uma corda elástica para que o usuário possa prender a sua bolsa, evitando assim o risco dela cair. Pelo bagageiro ser totalmente aberto, evita assim um problema do antigo sistema que era o lixo dentro da cesta.
- Itens de Segurança: Apesar de serem alvos de constantes furtos as bicicletas possuem: adesivos refletivos localizados no aros, no bagageiro da frente, no para lamas de trás e também, abaixo do selim, luzes intermitentes na frente e atrás geradas pelo dínamo e um sino para alertar pedestres e motoristas. Quando o novo sistema foi lançado, as bicicletas possuíam um espelho no guidão esquerdo, porém após serem alvos de constantes furtos, esses espelhos acabaram não sendo repostos, fazendo com que eles sumissem de todas as bicicletas.